# Ryszard (książę Gloucester)
Richard Alexander Walter George Windsor (ur. 26 sierpnia 1944 w Northampton) – członek brytyjskiej rodziny królewskiej, 2. książę Gloucester, najmłodszy syn Henryka, księcia Gloucester (młodszego syna króla Wielkiej Brytanii Jerzego V), i Alicji Christabel Montagu-Douglas-Scott, córki 7. księcia Buccleuch. Był stryjecznym bratem królowej Elżbiety II, znajduje się w linii sukcesji brytyjskiego tronu.

## Wczesne lata życia
Ryszard jest synem księcia Gloucester, Henryka Windsora i Alicji, córki 7. księcia Buccleuch. Miał starszego brata, Wilhelma, dziedzica wszystkich ojcowskich tytułów, który jednak zginął bezpotomnie w katastrofie lotniczej w 1972. Dziedzicem ojca został wtedy Ryszard.
Chrzest Ryszarda odbył się 20 października 1944 w Windsorze. Jego rodzicami chrzestnymi byli: królowa Elżbieta, Alicja, hrabina Athlone (wnuczka królowej Wiktorii), książę Buccleuch, markiz Cambridge, księżna Maria Ludwika Schleswig-Holstein, lady Sybil Phipps i sir Harold Alexander. Chrztu udzielał Cosmo Lang. Pierwsze lata życia Ryszard spędził w Australii, gdzie jego ojciec był generalnym gubernatorem.

## Kariera i małżeństwo
Po powrocie do Wielkiej Brytanii, książę kształcił się w prestiżowym Eton College oraz Magdalene College na Uniwersytecie Cambridge (w latach 1963–1966), gdzie ukończył architekturę. W czerwcu 1966 obronił stopień bakałarza sztuk, a po rocznej praktyce i dalszych studiach stopień magistra architektury w czerwcu 1969. Po studiach podjął pracę w londyńskim przedsiębiorstwie architektonicznym. Po tragicznej śmierci swojego brata w 1972, Ryszard, jako dziedzic tytułu księcia Gloucester, przejął obowiązki chorego na porfirię ojca. Zrezygnował z pracy jako architekt i zajął się wypełnianiem obowiązków reprezentacyjnych przypisanych rodzinie królewskiej.
8 czerwca 1972 poślubił Dunkę Birgitte van Deurs (ur. 20 czerwca 1946), córkę prawnika Asgera Prebena Wissinga Henriksena i Vivian van Deurs. Małżeństwo, chociaż zgodnie z tradycją nie mogło się obyć bez zgody królowej, nie wzbudziło większego zainteresowania publicznego, mimo popularności, jaką cieszy się w Wielkiej Brytanii rodzina królewska. Ryszard i Birgitte doczekali się razem syna i dwóch córek:
- Aleksander Patryk Gregers Ryszard Windsor (ur. 24 października 1974), hrabia Ulsteru, dziedzic ojcowskich tytułów
- lady Davina Elżbieta Alicja Benedykta Windsor (ur. 19 listopada 1977), żona Gary’ego Lewisa
- lady Róża Wiktoria Brygida Ludwika Windsor (ur. 1 marca 1980)

## Książę Gloucester

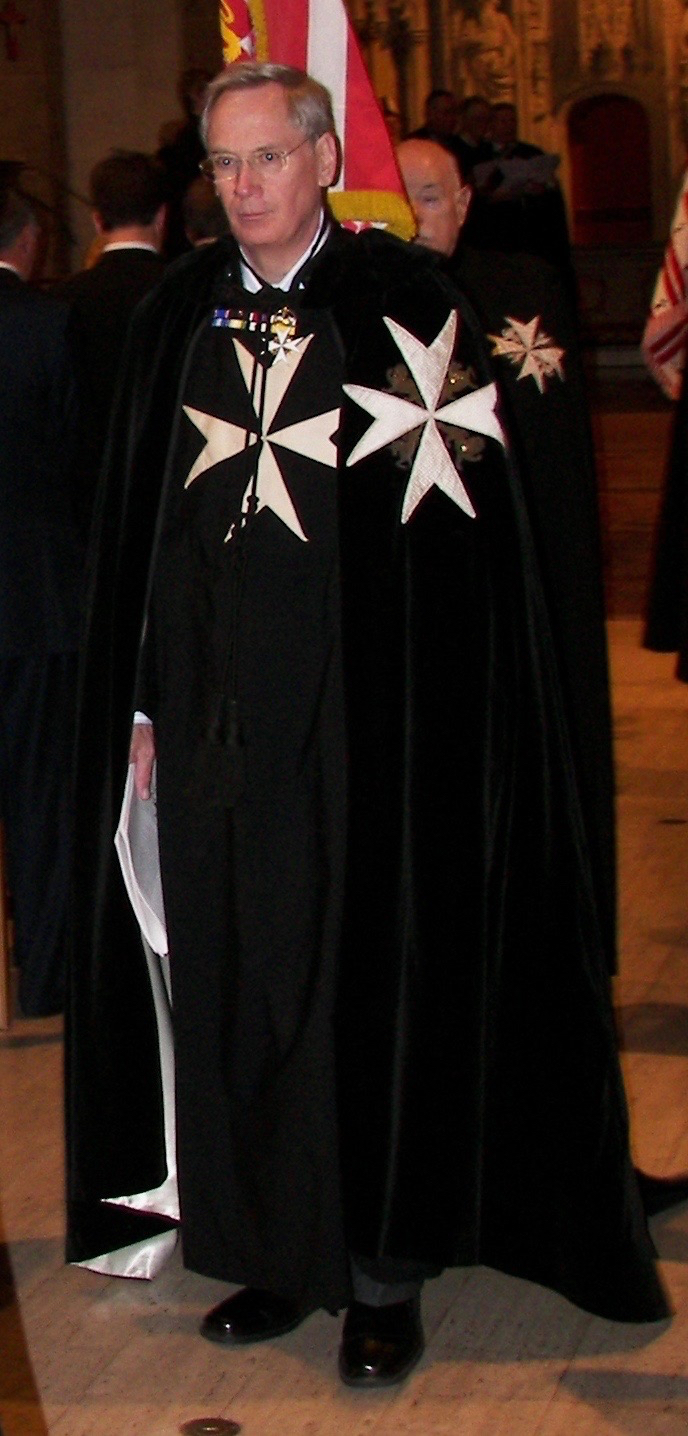
Jego Królewska Wysokość Książę Gloucester

Tytuł księcia Gloucester odziedziczył po śmierci ojca w 1974. Odziedziczył również przynależne książętom Gloucester tytuły hrabiego Ulsteru i barona Culloden. Mimo iż książę nigdy nie służył w wojsku, część jego obowiązków jako członka rodziny królewskiej wiąże się z funkcjami w armii – książę Gloucester był m.in. honorowym dowódcą Królewskiego Pułku Gloucestershire (1975–1994), Korpusu Medycznego Armii Królewskiej (od 2003), zastępcą dowódcy Królewskiego Korpusu Logistycznego (od 1993). Ma tytuł radcy stanu i reprezentuje królową na niektórych uroczystościach, m.in. na koronacji króla Nepalu Birendry (1970), 70. urodzinach króla Norwegii Olafa V (1973), ceremoniach nadania niepodległości Seszeli, Wysp Salomona, St. Vincent i Grenadyn oraz Vanuatu. Wśród licznych podróży zagranicznych odwiedził także Polskę.
Jest kawalerem wielu odznaczeń brytyjskich i zagranicznych, m.in. Krzyża Wielkiego Królewskiego Orderu Wiktoriańskiego (1967), Orderu Podwiązki (1997), Krzyża Wielkiego norweskiego Orderu Św. Olafa (1973), Krzyża Wielkiego szwedzkiego Orderu Gwiazdy Polarnej (1974). Od czerwca 1974 jest także wielkim przeorem brytyjskiego zakonu joannitów. Pełni wiele funkcji honorowych przy instytucjach i organizacjach, jest m.in. członkiem Królewskiego Instytutu Architektów Brytyjskich (od 1972 r.), prezydentem Rady Artystów Architektów, radcą przy Komisji Dziedzictwa Historycznego Anglii, przewodniczącym Towarzystwa Brytyjsko-Nepalskiego, przewodniczącym Towarzystwa Antykwariuszy Londyńskich i inne.
Księstwo Gloucester obecnie mieszkają głównie w swojej londyńskiej rezydencji Kensington Palace.
Opublikował trzy albumy zdjęć: On Public View (1970, z widokami pomników londyńskich), The Face of London (1973) i Oxford and Cambridge (1980).

## Wizyta w Polsce
14 kwietnia 1999 książę był z wizytą w Poznaniu. Złożył tam kwiaty na cmentarzu brytyjskim (Cytadela), odwiedził Międzynarodowe Targi Poznańskie oraz spotkał się z władzami samorządowymi.